# Karl Pearson
Pour les articles homonymes, voir Pearson.
Karl Pearson (27 mars 1857–27 avril 1936), mathématicien britannique, est un des fondateurs de la statistique moderne appliquée à la biomédecine (biométrie et biostatistique).
Il est principalement connu pour avoir développé le coefficient de corrélation et le test du χ². Il est aussi l'un des fondateurs de la revue Biometrika, dont il a été rédacteur en chef pendant 36 ans et qu'il a hissée au rang des meilleures revues de statistique mathématique.

## Biographie
Né le 27 mars 1857 de Fanny Smith et William Pearson, tous deux issus de familles quakers du Yorkshire, Karl Pearson a deux frères et une sœur. Sa mère est issue d'une famille de marins et son père est avocat à Édimbourg.

### Formation
Il reçoit une éducation privée jusqu'à l'âge de neuf ans puis à l'University College School jusqu'à l'âge de seize ans. Il doit cependant quitter cette école en raison de problèmes de santé. Un tuteur privé est alors engagé et, en 1875, il est reçu second à l'examen de Cambridge pour les bourses d'études. Il entre donc au King's College de Cambridge pour étudier les mathématiques. Il y a pour maîtres Stokes, Maxwell, Cayley et Burnside. Il gardera toujours de très bons souvenirs de ces années d'études, et se classe 3e wrangler au tripos de mathématiques ; toutefois, Pearson n'a jamais apprécié l'autorité et cela devient évident durant ses années à Cambridge : les lectures religieuses et les offices sont, à cette époque, obligatoires, ce qu'il déteste. Aussi combat-il cette obligation avec l'aide de son père jusqu'au jour où c'est volontairement qu'il se rend à la chapelle. Il est diplômé de l'université de Cambridge en 1879.
Il passe ensuite une partie de 1879 et 1880 à étudier la littérature allemande médiévale et le XVIe siècle à l'université de Berlin et de Heidelberg. Il devint suffisamment savant dans ce domaine pour qu'un poste lui soit offert au département des études germaniques de l'université de Cambridge. Il écrit sur les jeux de la passion, la religion, Goethe, Werther, aussi bien que sur des thèmes relatifs au sexe. Il entame alors des études de droit en 1882, suivant l'exemple de son père, mais n'est jamais appelé à exercer dans ce domaine. Durant les années 1882-84, il donne des conférences sur des sujets variés tels que la vie sociale allemande, l'influence de Martin Luther, et d'autres sujets d'histoire.

### Carrière de statisticien
En 1885, il est nommé à la chaire de mathématiques appliquées de l'University College de Londres. Durant la période qui va de 1884 à 1890, Karl Pearson est particulièrement productif. A un journaliste qui lui demande comment il a pu autant publier, il répondra que, bien que cela puisse sembler difficile à croire pour un Américain, il ne répond pas au téléphone et ne se laisse pas distraire par les réunions.
En 1890 il se marie avec Maria Sharpe. Ils ont deux filles, Sigrid Loetitia et Helga Sharpe et un fils, Egon, qui est devenu un éminent statisticien qui succède à son père à la tête du Département de Statistiques Appliquées à l'University College de Londres. En 1891 il est nommé à la chaire de géométrie au Gresham College. C'est là qu'il rencontre le zoologiste Walter Weldon qui lui soumet des problèmes intéressants qui requièrent des solutions quantitatives. Par l'intermédiaire de Weldon, Pearson fait la connaissance de Francis Galton qui s'intéresse aux problèmes de l'évolution tels que l'hérédité et l'eugénisme. Il publie The Grammar of Science en 1892, livre remarquable en ce qu'il anticipe certaines idées de la théorie de la relativité.
Rédacteur de revues au premier rang desquelles Biometrika fondée en 1901, il publie de nombreuses tables statistiques et il forme au sein du Galton Laboratory de l'University College de Londres plusieurs générations de brillants statisticiens. De 1893 à 1912 il écrit 18 articles rassemblés sous le titre Mathematical Contributions to the Theory of Evolution qui contiennent les parties les plus remarquables de son œuvre.
À partir de 1911, il s'oriente plutôt vers l'eugénique et les problèmes sociaux (tuberculose, alcoolisme, déficience mentale...) dans un Département de statistique appliquée dont il est le professeur principal, en réunissant son Biometric laboratory avec l'Eugenic Laboratory de Francis Galton après son décès. 
Les nouveaux travaux de Pearson utilisent des données sociales, et non plus des données biologiques ou de laboratoire. Pearson entre alors dans des controverses avec des médecins et économistes qu'il accuse d'utiliser les statistiques sans maîtriser les mathématiques, ou  d'exagérer le rôle de l'environnement par rapport à l'hérédité. Il entre en conflit avec ses collègues statisticiens et ses élèves. La dispute la plus acerbe est celle avec Ronald Aylmer Fisher.
Son épouse Maria décède en 1928. Karl se remarie l'année suivante avec Margaret Victoria Child.
Dans les années 1920 et 1930, la réputation de Fisher grandit, faisant de l'ombre à celle de Pearson, qui prend sa retraite en 1933. Son poste universitaire est alors partagé entre son fils Egon Sharpe Pearson et Ronald Aylmer Fisher.

## Eugénisme et statistique dans le Royaume-Uni victorien
Fils d'un avocat en pleine ascension sociale, Karl Pearson, devenu après de brillantes études professeur de mathématiques (il est Third Wrangler au Tripos de mathématiques de Cambridge en 1879), est un pur produit de la méritocratie, l'archétype de ces professions intellectuelles montantes, qui d'une part se dégagent des classes laborieuses et d'autre part se heurtent aux autorités traditionnelles. Socialiste élitiste et libre penseur positiviste, Pearson laisse une œuvre scientifique qui ne peut se comprendre que dans le contexte du Royaume-Uni capitaliste et victorien.
C'est à 33 ans que Pearson se tourne vers la statistique. Francis Galton vient de publier son ouvrage Natural Inheritance (L'héritage naturel) et Pearson, à sa suite, va appliquer les méthodes statistiques à l'étude de la sélection naturelle de Darwin dans le cadre des théories de l'eugénisme alors en vogue parmi les nouvelles élites.
En 1907 il fonde l'Eugenic Education Society (dirigée par Leonard Darwin de 1911 à 1928). Il publie alors des études statistiques sur la tuberculose à Londres, A First Study of the Statistics of Pulmonary Tuberculosis (1907) et A Second Study (1908), études semblant confirmer l'existence d'une prédisposition familiale à la tuberculose. Il apporte également des éléments de preuve dans la transmission héréditaire des caractères mentaux.
Karl Pearson s'emploiera toute sa vie à la promotion indissociablement liée pour lui de la statistique et de ses convictions eugénistes. L'analyse statistique devait lui permettre de mesurer la détermination héréditaire des caractéristiques physiques et psychiques de l'homme et de son amélioration. 
À l'instar de Galton, pour lequel il éprouve une indéfectible amitié, Pearson pense qu'une hygiène raciale est possible et même éminemment souhaitable, en sélectionnant et favorisant les individus les plus doués, comme le fait la sélection naturelle pour les animaux. Il milite pour « l'efficacité raciale » des générations futures par la stérilisation, car selon lui « si toute personne qui est née a le droit de vivre, ce droit de vivre ne se convertit pas en droit de reproduire son espèce ».
Les statisticiens apportent des faits et des résultats aussi bien que des arguments et des opinions. Dans le cas de l'eugénisme et de la statistique, la question n'est pas celle de la preuve scientifique (par exemple pour une politique de stérilisation contrainte) mais celle de l'exclusion (qui on veut exclure). Aux États-Unis l'exclusion concernait les immigrés, en Scandinavie le prolétariat rural, en Allemagne nazie les juifs et les tsiganes ; ces pays ont mis en place des lois sévères de stérilisation. Dans le cas du Royaume-Uni victorien, il s'agissait des pauvres et de la classe ouvrière. On attribue l'absence de lois de stérilisation en Angleterre au fait que l'eugénisme s'est heurté à l'organisation syndicale et politique des ouvriers.
L'eugénisme n'est pas une théorie scientifique, elle relève plutôt de l'idéologie scientifique. Cependant en ayant recours à des méthodes statistiques pour évaluer les problèmes de son époque (dégénérescence et transmission de caractères mesurables dans une population), Karl Pearson et Walter Weldon fondent la biométrie. Les eugénistes anglais ont ainsi conçu et amélioré des outils mathématiques qui seront largement repris par les généticiens.

## Le test du χ2
Pearson introduit le Test du χ² dans un article intitulé : « Sur le critère de décider si, dans le cas d'un système de variables en corrélation, un ensemble donné de déviations par rapport à la valeur probable est tel qu'il peut être raisonnablement supposé avoir été obtenu par un échantillonnage au hasard ». Le hasard seul est-il responsable des écarts observés par rapport à la moyenne attendue ? Pearson pour y répondre utilise une généralisation de la notion d'écart et le test sur lequel se fonde le jugement pour rejeter ou non l'hypothèse consiste à comparer le χ² obtenu avec le χo² théorique : on rejette l'hypothèse d'une distribution au hasard pour χ² > χo².
Le choix du χ² présente un grand intérêt car sa loi de probabilité peut être obtenue. Elle avait même été donnée par Helmert en 1876, mais Karl Pearson la relie à une recherche systématique sur les tests d'hypothèses statistiques.

## Distinctions
Il reçoit la médaille Darwin en 1898.
Il reçoit la médaille Rudolf Virchow de la Société d'anthropologie de Berlin en 1932.
L'Institut international de statistique décerne depuis 2013 le prix Karl-Pearson en son honneur.

## Publications
- Pearson, K.P. (2007). The grammar of science. New York: Cosimo. (1ère édition en  1892). Traduction française de Lucien March sous le titre La Grammaire de la science: la physique (Paris, Félix Alcan, Bibliothèque scientifique internationale, 1911).